# Arlington, East Sussex
Arlington är en civil parish i Storbritannien.   Den ligger i grevskapet East Sussex och riksdelen England, i den södra delen av landet, 80 km söder om huvudstaden London. Antalet invånare är 490. Arean är 18,4 kvadratkilometer.
Terrängen i Arlington är mycket platt.